# Diócesis de Sanggau
La diócesis de Sanggau (en latín: Dioecesis Sanggauen(sis) y en indonesio: Keuskupan Ketapang) es una circunscripción eclesiástica latina de la Iglesia católica en Indonesia, sufragánea de la arquidiócesis de Pontianak. La diócesis tiene al obispo electo Valentinus Saeng como su ordinario desde el 18 de junio de 2022.

## Territorio y organización
La diócesis tiene 18 392 km² y extiende su jurisdicción sobre los fieles católicos de rito latino residentes en la provincia de Borneo Occidental en las regencias de Sanggau y Sekadau.
La sede de la diócesis se encuentra en la ciudad de Sanggau, en donde se halla la Catedral del Sagrado Corazón de Jesús.
En 2020 en la diócesis existían 26 parroquias agrupadas en 4 decanatos.

## Historia
La prefectura apostólica de Sekadau fue erigida el 9 de abril de 1968 con la bula Quandoquidem condere del papa Pablo VI, obteniendo el territorio de la arquidiócesis de Pontianak y de la diócesis de Ketapang.
El 8 de junio de 1982, como resultado de la bula Quam maxime del papa Juan Pablo II, la prefectura apostólica fue elevada a la categoría de diócesis y tomó su nombre actual.
La nueva catedral de la diócesis fue consagrada el 11 de septiembre de 2018.

## Estadísticas
De acuerdo al Anuario Pontificio 2021 la diócesis tenía a fines de 2020 un total de 373 932 fieles bautizados.
| Año                                                                             | Población            | Población | Población      | Sacerdotes | Sacerdotes    | Sacerdotes    | Bautizados por sacerdote | Diáconos permanentes | Religiosos | Religiosos | Parroquias |
| Año                                                                             | Bautizados católicos | Total     | % de católicos | Total      | Clero secular | Clero regular | Bautizados por sacerdote | Diáconos permanentes | Varones    | Mujeres    | Parroquias |
| ------------------------------------------------------------------------------- | -------------------- | --------- | -------------- | ---------- | ------------- | ------------- | ------------------------ | -------------------- | ---------- | ---------- | ---------- |
| 1970                                                                            | 14 539               | 150 000   | 9.7            | 10         |               | 10            | 1453                     |                      | 11         |            |            |
| 1980                                                                            | 30 417               | 163 000   | 18.7           | 15         | 1             | 14            | 2027                     | 1                    | 28         | 9          | 6          |
| 1990                                                                            | 143 371              | 429 757   | 33.4           | 33         | 4             | 29            | 4344                     |                      | 41         | 48         | 11         |
| 1999                                                                            | 227 390              | 501 211   | 45.4           | 37         | 8             | 29            | 6145                     |                      | 58         | 47         | 16         |
| 2000                                                                            | 233 281              | 505 236   | 46.2           | 41         | 11            | 30            | 5689                     |                      | 46         | 44         | 16         |
| 2001                                                                            | 241 576              | 516 378   | 46.8           | 41         | 10            | 31            | 5892                     |                      | 49         | 52         | 18         |
| 2002                                                                            | 252 244              | 522 025   | 48.3           | 37         | 13            | 24            | 6817                     |                      | 46         | 48         | 18         |
| 2003                                                                            | 258 041              | 527 245   | 48.9           | 44         | 15            | 29            | 5864                     |                      | 53         | 47         | 20         |
| 2004                                                                            | 265 492              | 530 043   | 50.1           | 43         | 13            | 30            | 6174                     |                      | 55         | 49         | 20         |
| 2014                                                                            | 339 077              | 629 436   | 53.9           | 60         | 24            | 36            | 5651                     |                      | 85         | 57         | 23         |
| 2017                                                                            | 357 017              | 565 600   | 63.1           | 60         | 24            | 36            | 5950                     |                      | 81         | 67         | 25         |
| 2020                                                                            | 373 932              | 762 507   | 49.0           | 62         | 24            | 38            | 6031                     |                      | 88         | 58         | 26         |
| Fuente: Catholic-Hierarchy, que a su vez toma los datos del Anuario Pontificio. |                      |           |                |            |               |               |                          |                      |            |            |            |

## Episcopologio
- Michele Di Simone, C.P. (31 de julio de 1968-1972 renunció)
- Domenico Luca Spinosi, C.P. (1 de septiembre de 1972-1982 renunció)
  - Hieronymus Herculanus Bumbun, O.F.M.Cap. (1982-22 de enero de 1990 renunció) (administrador apostólico)
- Giulio Mencuccini, C.P. (22 de enero de 1990-18 de junio de 2022 retirado)
- Valentinus Saeng, C.P., desde el 18 de junio de 2022 (obispo electo)